# 関口あきら
関口 あきら（せきぐち あきら、1970年4月14日  - ）は、長野県出身の俳優。LUCKY RIVER所属。

## 人物
本名は関口 朗。長野県県立塩尻高等学校出身。
身長184cm。
趣味は飲料接遇サービス士。特技はバスケットボール、料理、ペン習字。

## 出演作品

### テレビドラマ
NHK
- スマホ・リアル・ストーリー（2014年）

日本テレビ
- 水曜ドラマ / 光とともに… 〜自閉症児を抱えて〜（2004年）
- 土曜ドラマ
  - ドン★キホーテ（2011年）
  - ボイス 110緊急指令室（2019年） - 反対側

TBS
- 日曜劇場 / アトムの童（2022年） - 秘書

フジテレビ
- リーガル・ハイ（2012年）
- 家族ゲーム（2013年）
- シグナル 長期未解決事件捜査班（2018年） - 刑事
- 木曜劇場 / やんごとなき一族（2022年） - 医師
- 競争の番人（2022年） - 栃木県警刑事

テレビ朝日
- 相棒
  - （2012年） - 小田原昌也
  - （2018年） - 刑事
  - （2020年） - ホテル従業員
- 土曜ワイド劇場 / 森村誠一の棟居刑事9（2016年） - 刑事
- 魔進戦隊キラメイジャー（2020年）

テレビ東京
- 鈴木先生（2011年）
- ウルトラマンギンガS（2014年） - 詩織の夫
- ドラマ24 / 生きるとか死ぬとか父親とか（2021年）

WOWOW
- 秋元康プロデュース「Nail 悲しいほどホラー」（2002年）
- 連続ドラマW
  - 東野圭吾 幻夜（2010年）
  - インフルエンス（2021年）
  - フィクサー（2023年） - 運転手

NHK BSプレミアム
- プレミアムドラマ / 白い濁流（2021年） - 柳井警部補

BSテレ東
- 拝み屋怪談II（2019年）

BSスカパー!
- ひぐらしのなく頃に（2016年） - 園崎善朗

不明
- 大地を駆ける

### 映画
- 世にも奇妙な物語 映画の特別編「結婚シミュレーター」（2000年、東宝） - 同僚
- 日本の黒い夏─冤罪（2001年、日活）
- ダンボールハウスガール（2001年、シネカノン）
- 海は見ていた（2002年、ソニー・ピクチャーズ エンタテインメント）
- Dolls（2002年、松竹） - 祭りの男
- DEATH NOTE（2006年、ワーナー・ブラザース映画）
  - デスノート - 記者
  - デスノート the Last name - レム（モーションキャプチャ）
- 監督・ばんざい!（2007年、東京テアトル） - 警官
- 愛のむきだし（2009年、ファントム・フィルム） - 洗脳ほどきの先生
- アンフェア the answer（2011年、東宝）
- 聯合艦隊司令長官 山本五十六（2011年、東映）
- キッズ・リターン 再会の時（2013年、東京テアトル）
- 埼玉家族「ハカバノート」（2013年、松竹）
- 人類資金（2013年、松竹）
- 龍三と七人の子分たち（2015年、ワーナー・ブラザース映画）
- S -最後の警官- 奪還 RECOVERY OF OUR FUTURE（2015年、東宝）
- DEVOTE（2016年、エネサイ）
- 花と雨（2020年、ファントム・フィルム）

### オリジナルビデオ
- サイコ・エステサロン 淫肉出張美療（2001年）

### 配信ドラマ
- THE DAYS（2023年、Netflix） - 小沢

### 舞台
- ツクモガミ
- 御伽草子〜大江山酒呑童子
- KIDS
- VAMPIRE HUNTER
- SIS〜僕の彼女は多重人格〜
- やかまし屋の歌時計
- たまゆら玉手箱
- モノクロ秘宝
- BE MY BABY
- ヴェニスの商人
- 真夏の夜の夢

### CM
- 福岡シティ銀行
- カネボウフーズ
- アサヒ本生
- NTT西日本
- エーザイ サクロン
- トヨタ自動車
- 日本コカ・コーラ ジョージア
- ENECHANGE